# Victor Leemans
Victor Leemans (Stekene, 21 juli 1901 - Leuven, 3 maart 1971) was een Belgisch socioloog en filosoof. Voor de Tweede Wereldoorlog was hij vakbondsleider voor Arbeidsorde en na de oorlog politicus voor de CVP.
Tijdens de Duitse bezetting was hij secretaris-generaal van Economische Zaken en Middenstand in het Comité van de secretarissen-generaal.

## Levensloop

### Jeugd
Victor Leemans was de zoon van molenaar René Leemans (1862-1944) en van Clementina Seghers (1864-1938). Hij trouwde in 1932 met Raymonda De Rijcker (1907-1944) en ze kregen vijf kinderen.
Hij studeerde aan de normaalschool van Sint-Niklaas waar hij onder invloed van priester-leraar Jozef Van der Linden in aanraking kwam met de Eucharistische kruistocht en het gedachtegoed van Ward Poppe. Na zijn opleiding werd hij onderwijzer in de Broederschool in Stekene, van 1920 tot 1933.

### Radicalisering
In de periode 1926-1930 was hij hoofdredacteur van het solidaristische en rechts-radicale tijdschrift Jong Dietschland. In 1930 stond hij de leiding over het blad af, maar bleef er intensief voor schrijven onder de schuilnaam Victor Van Waas. In deze periode stond hij ideologisch onder invloed van godsdienstfilosoof en jezuïet Erich Przywara, van Romano Guardini en in eigen land van Lodewijk Dosfel.
Rond dezelfde tijd schreef hij zich in aan de École de Hautes Etudes Sociales in Parijs, en in 1931 promoveerde hij er tot doctor in de sociologie met de proefschriften La Presse et les Universités en Allemagne en F. Toennies et la Sociologie Contemporaine en Allemagne. Ook volgde hij in deze periode colleges en seminaries aan de universiteiten van Berlijn en Münster. Hij reisde vaak naar Duitsland en ontpopte zich tot vulgarisator in Vlaanderen van Duitse rechtse denkers, zoals Hans Freyer en Carl Schmitt. Hij publiceerde zelfs de eerste niet-Duitse monografie over Schmitt. Ook de meer 'linkse' John Maynard Keynes trok hem aan.
In 1933 werd hij ziek en verbleef gedurende negen maanden in een sanatorium in Badenweiler. Hij hernam nadien het lesgeven niet meer en kwam aan de kost met publiceren.
In 1936 werd hij tot voorzitter benoemd van Arbeidsorde, een Vlaams-nationalistische vakvereniging, eigenlijk niets méér dan een papieren studieorganisatie, die gelieerd was aan het Vlaams Nationaal Verbond (VNV) van Staf De Clercq en Rex-Vlaanderen van Léon Degrelle. Hij bleef ondertussen wel ijveren voor een versmelting van de Arbeidsorde met de christelijke arbeidersorganisaties.

### Tijdens de oorlog
Tijdens de Duitse bezetting van België koos hij voor het openbaar ambt. Hij werd achtereenvolgens directeur op het Ministerie van Volksgezondheid en Ravitailleering, adjunct commissaris-generaal voor wederopbouw en op 14 augustus 1940, onder druk van het Militair Bestuur van de bezetter, secretaris-generaal van Economische Zaken en Middenstand. Later werd ook het beheer over de buitenlandse handel aan zijn portefeuille toegevoegd.
De Duitsers hadden er vertrouwen in dat hij 'deutschfreundlich' was en de Belgische economie op een corporatistische leest zou schoeien, om ze beter in de Duitse organisatie te kunnen inschakelen. Aanvankelijk scheen hij daar zin in te hebben. Onder zijn leiding werden de Warencentrales, die een reglementerende bevoegdheid hadden op de verdeling van grondstoffen voor bedrijven, verder uitgebouwd. Tevens realiseerde hij een ordening van industrie, ambachtswezen en handel in februari 1941 en benoemde hij enkele VNV'ers in de opgerichte beroepscentrales.  Maar na relatief korte tijd kreeg hij voeling met de Belgische zakenwereld die aan het corporatisme weerbarstig was. Hij sloot zich gaandeweg bij hun zienswijzen aan, hierin gesteund door de leiding van zijn administratie die Duitsvijandig was.
Naast zijn ambtelijke functies was Victor Leemans vanaf 25 november 1940 ook lid van de Raad van beheer van de Emissiebank, een orgaan door de nazi's in het leven geroepen ter vervanging van de Nationale Bank en die zich bezighield met clearing. Ook was hij in februari 1944 kortstondig buitengewoon docent aan de Rijksuniversiteit Gent.

### Politieke carrière
Na de oorlog kwam hij in aanraking met de repressie en zat van september 1944 tot januari 1945 in voorhechtenis. Na zijn vrijlating werd hij opgevangen door het Verbond van Christelijke Werkgevers, waarvoor hij studiewerk verrichtte. Er werd een onderzoek tegen hem gevoerd op beschuldiging van economische en politieke collaboratie, maar in 1948 werd hij buiten vervolging gesteld en zijn dossier zonder gevolg geklasseerd.
Een jaar later, in 1949, werd hij politiek actief voor de CVP, in het kader van de verruimingsoperatie waarvan Paul-Willem Segers de bezieler was. Van 1949 tot aan zijn dood in 1971 zetelde hij voor de partij in de Senaat als provinciaal senator voor Antwerpen. Vanaf november 1964 was hij fractieleider voor deze partij in de hoge vergadering.
In maart 1958 werd hij door de CVP afgevaardigd naar het Europees Parlement in Straatsburg en was er van 24 september 1965 tot 7 maart 1966 voorzitter van de Plenaire vergadering in Straatsburg. Daarnaast was hij ook voorzitter van de Commissie voor Energie, Onderzoek en Atoomvraagstukken (CEOA). Een Belgische krant berichtte op 14 oktober 1960 over de omvang van de Groningse gasbel. In een toespraak had Europarlementariër Victor Leemans vermeld dat Nederland een gasveld ter grootte van 300 miljard m³ had gevonden. Het Nederlandse kabinet reageerde op Kamervragen dat er inderdaad een grote hoeveelheid aardgas was gevonden, maar hield het op 60 miljard m³. Binnenskamers werd toen uitgegaan van hooguit 100 miljard m³.
Ondanks deze politieke activiteiten schreef hij wekelijks bijdragen in de De Standaard over de economische, sociale en politieke actualiteit. Daarnaast verleende hij zijn medewerking aan de tijdschriften Kultuurleven en Tijdschrift voor Filosofie.

## Publicaties
- Vlaanderens economische leefbaarheid, Brugge, 1928
- Het Nationaal-Socialisme, Brugge, Cultura, 1932
- W. Sombart's Theorie der Economie, Antwerpen, Katholieke Vlaamsche Hoogeschooluitbreiding, 1932.
- F. Toennies en de Duitsche sociologie, Brugge, Excelsior, 1932.
- Carl Schmitt. Bijdrage tot de sociologie van staat en politiek, 1933.
- Het nieuwe front, Langemark, Vonksteen, 1933.
- De Vlucht in de Idee, Leuven, Politieke Academie, 1935.
- Politieke sociologie, Kortrijk, Steenlandt, 1936.
- De Vlaamsche Arbeidsorde in de branding, 1937
- Hoogland: de strijd om het Nieuwe Rijk, Leuven, Davidsfonds, 1938.
- Sören Kierkegaard, Antwerpen, 1956.
- Aanwezig verleden, Leuven, Davidsfonds, 1957.
- De jonge Marx en de Marxisten, Antwerpen, 1962.